# Taruni Sachdev
Taruni Sachdev (ur. 14 maja 1998 w Bombaju, zm. 14 maja 2012 w Jomsom) – indyjska aktorka dziecięca. Zginęła w katastrofie samolotu 14 maja 2012 w swoje 14 urodziny.

## Filmografia
- (2003) Koi... Mil Gaya
- (2004) Vellinakshatram – jako Ammukutty
- (2004) Sathyam – jako Chinnukutty
- (2009) Paa – jako uczennica
- (2012) Vetriselvan – jako siostra